# بورغنلاند
بورغنلاند (بالألمانية: Burgenland)‏ هي ولاية تقع في شرق النمسا، وهي أصغرها من حيث عدد السكان. عدد سكانها 277569 نسمة (عام 2001) تتألف الولاية من مدينتين قانونيتين (Statutarstadt) بالإضافة إلى سبع مناطق تحتوي على 171 بلدية. للولاية حدود طويلة. تجاورها ولايتي ستيريا والنمسا السفلى النمساويتين من الغرب، والمجر من الشرق، وسلوفاكيا من شمال الشرق، وسلوفينيا من الجنوب. تشترك مع المجر في بحيرة نويسيدل.
يعود الاستيطان في الولاية إلى العصر الحجري، ومثلت في فترة الحكم الروماني مركز مقاطعة بانونيا. سكنها الجرمانيون بعد حرب آوغسبورغ في عام 955. أعطيت الولاية للنمسا في عام 1459، ثم للمجر في فترة حكم الملك ماثياس كوفينيوس في عام 1477، ثم للإمبراطورية الرومانية المقدسة للإمبراطور ماكسيميليان الأول في عام 1491، ولكن الإمبراطور الروماني فرديناند الثاني أعادها للمجر في عام 1647 بدون حرب.
بعد فترة الحكم الثنائية (النمسا-المجر) في عام 1918، صوّت سكان الولاية لانضمامها للنمسا، ولكن منطقة شوبرون في بورغنلاند سابقاً أصبحت الآن ضمن المجر. في عام 1925 اتخذت مدينة آيسنشادت عاصمة للولاية. مساحتها 3966 كم2.

## أعلام
- أليكس موسر

## وصلات خارجية
- الموقع الرسمي
- دليل سفر بورغنلاند
- (بالفرنسية) Pictures of Eisenstadt
- Burgenland-Croatian Center
- The home page of the Burgenland Bunch Genealogy Group